# Gretta
Gretta (Greta in sloveno)  è un quartiere (secondo lo Statuto di Trieste) di Trieste, limitrofo a Roiano e Barcola.
Il suo territorio, diviso com'è in porzioni distinguibili, prende diversi nomi: Serbatoio, Gretta Alta, Cisternone, Monte Radio (o Terstenico).
Nell'antichità era presente in zona un piccolo santuario dedicato ad Ercole. Sono stati trovati infatti resti di statuette raffiguranti il semidio greco.
L'abitato ha avuto diversi sviluppi: fino alla seconda metà del Novecento era prevalentemente occupato da piccole case, giardini e campi coltivati. Poi, nel 1950, sotto l'amministrazione del GMA (Governo Militare Alleato), gli Americani hanno contribuito alla costruzione delle case popolari tuttora presenti. Infine, dagli anni '80 in poi, c'è stato un secondo sviluppo urbanistico, caratterizzato dalla costruzione su ripidi pendii di villette e piccole case.
Tra i suoi edifici più importanti, si trovano la chiesa di Santa Maria del Carmelo, Villa Cosulich (ora in stato di abbandono) e Villa Prinz, sede della III Circoscrizione, di cui il rione fa parte. Fa parte del rione anche Monte Radio, località dove sono presenti le antenne per le onde medie della emittenti radiofoniche della RAI. Inoltre, nel rione, si trova anche il Faro della Vittoria.
Nel passato Gretta è stata un rione con importante presenza della comunità linguistica slovena. Secondo l'ultimo censimento austriaco del 1910, il 46,3% della popolazione era di madrelingua slovena, contro un 43,3% di madrelingua italiana. Durante il Novecento, la percentuale degli abitanti di madrelingua slovena è andata diminuendo fino a scomparire quasi del tutto.
Riconosciuto come rione storico, Gretta è oggi zona di passaggio pressoché obbligato per l'abitato di Prosecco, quartiere del comune di Trieste.

## Odonimia
Alcune strade del quartiere sono dedicate ai comuni del Friuli-Venezia Giulia.